# Пуршер, Тео
Тео Жером Жюльен Пуршер (фр. Théo Jérôme Julien Pourchaire; род. 20 августа 2003 года в городе Грас, Франция) — французский автогонщик. Чемпион ADAC Формулы-4 в 2019 году, чемпион Формулы-2 в 2023 году, вице-чемпион ФИА Формулы-3 в 2020 году, вице-чемпион Формулы-2 в 2022 году. Член Sauber Academy.

## Карьера

### Картинг
Родился во Франции в городе Грас. Начал заниматься картингом в возрасте два с половиной года, принял участие в первой картинговой гонке в возрасте шесть лет. В дальнейшем выступал в местных французских картинговых чемпионатах и завоевал несколько титулов. В 2016 году занял третье место в чемпионате мира CIK-FIA по картингу в классе OK-Junior.

### Формула-4
В 2018 году Пуршер дебютировал в формульных гонках, участвуя во Французской Формуле-4. Так как на начало сезона ему ещё не исполнилось 15 лет, то по правилам ФИА Пуршер мог соревноваться только в юниорском классе. За сезон одержал одну победу, восемь раз поднялся на подиум и стал чемпионом в юниорском классе. В неофициальном зачете чемпионата (учитывающий результаты юниоров) Пуршер занял третье место.
В 2019 году Пуршер перешёл в ADAC Формулу-4, выступая за команду US Racing-CHRS. За сезон одержал четыре победы и стал чемпионом.

### Формула-3
В октябре 2019 года Пуршер принял участие в пост-сезонных тестах Формулы-3 на Трассе имени Рикардо Тормо, в первый день в составе команды Carlin, в последующие — в составе команды ART Grand Prix. 30 декабря 2019 года было объявлено, что Пуршер примет участие в Формуле-3 в 2020 году в составе команды ART Grand Prix. Первую победу в сезоне одержал во второй гонке второго этапа на Ред Булл Ринге, вторую победу одержал уже в следующей гонке на этапе в Хунгароринге. По итогам сезона Пуршер восемь раз поднялся на подиум (четыре раза подряд в последних четырех гонках) и стал вице-чемпионом, проиграв всего три очка Оскару Пиастри.

### Формула-2
В октябре 2020 года было объявлено, что Пуршер дебютирует в Формуле-2 на последних двух этапах в Бахрейне в составе команды HWA Racelab, заменив Джейка Хьюза. В трех гонках из четырех он финишировал вне очков, и в одной сошел из-за сработавшего огнетушителя в кокпите.
В декабре 2020 года принял участие в пост-сезонных тестах Формулы-2 в составе команды ART Grand Prix, 25 января 2021 года было объявлено, что Пуршер продолжит выступления в Формуле-2 в составе команды ART Grand Prix. Завоевал поул-позицию на этапе в Монако, и затем выиграл воскресную гонку, став самым молодым победителем гонок в Формуле-2. На этапе в Баку на первом круге воскресной гонки столкнулся с Маркусом Армстронгом и Дэном Тиктумом, в результате аварии получил перелом запястья. А на этапе в Джидде в воскресной гонке машина Пуршера заглохла во время старта, а стартовавший позади Энцо Фиттипальди не сумел его объехать и протаранил его. Гонка была остановлена из-за аварии, а гонщики были доставлены в госпиталь — Пуршер избежал каких-либо травм и смог выступить уже на следующем этапе, Фиттипальди получил только перелом пятки и был вынужден пропустить финал сезона. По итогам сезона занял пятое место.
В 2022 году продолжил выступать в Формуле-2 за команду ART Grand Prix. Одержал победы в основной гонке на первом этапе в Бахрейне, и в основной гонке в Имоле и вышел в лидеры сезона. Затем после ряда побед Фелипе Друговича упустил ему лидерство. Считалось, что они вдвоем являлись основными соперниками за титул в 2022 году. До летнего перерыва одержал победу в основной гонке на Хунгароринге, где сумел сократить отставание от Друговича по очкам. После перерыва не смог побороться за титул либо из-за собственных ошибок, либо из-за технических отказов. По итогам сезона занял второе место. Еще во время летнего перерыва Пуршер объявил, что покинет Формулу-2 по окончании сезона 2022 года.
Несмотря на свои предыдущие заявления, Пуршер продолжил выступать в Формуле-2 в 2023 году за команду ART Grand Prix. Одержал победу в воскресной гонке в Бахрейне после старта с поул-позиции. На предпоследнем этапе в Монце выиграл квалификацию, финишировал в воскресной гонке третьим, в то время как его главный соперник за титул Фредерик Вести сходит, и перед финалом сезона Пуршер имел преимущество в 25 очков. В первой гонке в Абу-Даби Вести одержал победу, однако Пуршер прорвался на седьмую позицию. Во второй гонке Вести финишировал третьим, однако Пуршер — пятым, чего было достаточно для титула. Всего за сезон девять раз поднялся на подиум и заработал 203 очка.

### Формула-1
В рамках контракта с командой US Racing-CHRS в ADAC Формуле-4, Пуршер стал членом Sauber Junior Team. В июне 2020 года Sauber Motorsport перезапустила программу поддержки пилотов, и Пуршер остался в её составе.
В 2022 году получил должность тестового гонщика в команде Формулы-1 Alfa Romeo. Принял участие в первой сессии свободных заездов на Гран-при США, дебютировав в Формуле-1. По окончании сезона принял участие в «молодёжных» тестах. В 2023 году принял участие в Гран-при Мехико и Абу-Даби.

## Результаты выступлений

### Общая статистика
| Сезон | Серия                                | Команда                   | Гонки            | Победы           | Поулы            | Б/Круги          | Подиумы          | Очки             | Место            |
| ----- | ------------------------------------ | ------------------------- | ---------------- | ---------------- | ---------------- | ---------------- | ---------------- | ---------------- | ---------------- |
| 2018  | Французская Формула-4                | FFSA Academy              | 10               | 1                | 0                | 1                | 4                | 0                | НКЛ†             |
| 2018  | Французская Формула-4 (класс Junior) | FFSA Academy              | 21               | 16               | 0                | 1                | 20               | 408,5            | 1                |
| 2019  | ADAC Формула-4                       | US Racing-CHRS            | 20               | 4                | 6                | 1                | 12               | 258              | 1                |
| 2020  | Формула-3                            | ART Grand Prix            | 18               | 2                | 0                | 0                | 8                | 161              | 2                |
| 2020  | Формула-2                            | BWT HWA Racelab           | 4                | 0                | 0                | 0                | 0                | 0                | 26               |
| 2021  | Формула-2                            | ART Grand Prix            | 23               | 2                | 1                | 4                | 3                | 140              | 5                |
| 2022  | Формула-2                            | ART Grand Prix            | 28               | 3                | 0                | 0                | 7                | 164              | 2                |
| 2022  | Формула-1                            | Alfa Romeo F1 Team ORLEN  | Тестовый гонщик  | Тестовый гонщик  | Тестовый гонщик  | Тестовый гонщик  | Тестовый гонщик  | Тестовый гонщик  | Тестовый гонщик  |
| 2023  | Формула-2                            | ART Grand Prix            | 26               | 1                | 2                | 4                | 10               | 203              | 1                |
| 2023  | Формула-1                            | Alfa Romeo F1 Team Stake  | Резервный гонщик | Резервный гонщик | Резервный гонщик | Резервный гонщик | Резервный гонщик | Резервный гонщик | Резервный гонщик |
| 2024  | Супер-Формула                        | Itochu Enex Team Impul    | 1                | 0                | 0                | 0                | 0                | 0                | 18*              |
| 2024  | IndyCar                              | Arrow McLaren             | 4                | 0                | 0                | 0                | 0                | 60               | 22*              |
| 2024  | Формула-1                            | Stake F1 Team Kick Sauber | Резервный гонщик | Резервный гонщик | Резервный гонщик | Резервный гонщик | Резервный гонщик | Резервный гонщик | Резервный гонщик |

† Пуршер соревновался в чемпионате в классе Junior, в общий зачет чемпионата очки не начислялись.

### Формула-3
| Сезон | Команда        | 1         | 2         | 3         | 4        | 5     | 6       | 7         | 8        | 9        | 10       | 11      | 12      | 13      | 14      | 15      | 16    | 17      | 18      | Место | Очки |
| ----- | -------------- | --------- | --------- | --------- | -------- | ----- | ------- | --------- | -------- | -------- | -------- | ------- | ------- | ------- | ------- | ------- | ----- | ------- | ------- | ----- | ---- |
| 2020  | ART Grand Prix | РБР1 1 13 | РБР1 2 26 | РБР2 1 9‡ | РБР2 2 1 | ХУН 1 | ХУН 2 6 | СИЛ1 1 12 | СИЛ1 2 8 | СИЛ2 1 6 | СИЛ2 2 3 | КАТ 1 7 | КАТ 2 6 | СПА 1 2 | СПА 2 5 | МНЦ 1 2 | МНЦ 2 | МУД 1 3 | МУД 2 3 | 2     | 161  |

‡ Награждён половинчатыми очками, так как было пройдено менее 75 % полной гоночной дистанции

### Формула-2
| Сезон | Команда         | 1             | 2          | 3            | 4            | 5          | 6            | 7          | 8          | 9            | 10         | 11          | 12         | 13         | 14          | 15        | 16         | 17         | 18        | 19            | 20         | 21           | 22            | 23          | 24          | 25         | 26           | 27        | 28         | Место | Очки |
| ----- | --------------- | ------------- | ---------- | ------------ | ------------ | ---------- | ------------ | ---------- | ---------- | ------------ | ---------- | ----------- | ---------- | ---------- | ----------- | --------- | ---------- | ---------- | --------- | ------------- | ---------- | ------------ | ------------- | ----------- | ----------- | ---------- | ------------ | --------- | ---------- | ----- | ---- |
| 2020  | BWT HWA Racelab | РБР1 ГОН      | РБР1 СПР   | РБР2 ГОН     | РБР2 СПР     | ХУН ГОН    | ХУН СПР      | СИЛ1 ГОН   | СИЛ1 СПР   | СИЛ2 ГОН     | СИЛ2 СПР   | КАТ ГОН     | КАТ СПР    | СПА ГОН    | СПА СПР     | МНЦ ГОН   | МНЦ СПР    | МУД ГОН    | МУД СПР   | СОЧ ГОН       | СОЧ СПР    | БАХ1 ГОН 18  | БАХ1 СПР Сход | БАХ2 ГОН 18 | БАХ2 СПР 21 |            |              |           |            | 26    | 0    |
| 2021  | ART Grand Prix  | БАХ СПР1 Сход | БАХ СПР2 6 | БАХ ГОН 8    | МОН СПР1 7   | МОН СПР2 4 | МОН ГОН 1    | БАК СПР1 5 | БАК СПР2 9 | БАК ГОН Сход | СИЛ СПР1 5 | СИЛ СПР2 10 | СИЛ ГОН 8  | МНЦ СПР1 1 | МНЦ СПР2 10 | МНЦ ГОН 4 | СОЧ СПР1 5 | СОЧ СПР2 О | СОЧ ГОН 2 | ДЖИ СПР1 Сход | ДЖИ СПР2 6 | ДЖИ ГОН Сход | ЯСМ СПР1 7    | ЯСМ СПР2 9  | ЯСМ ГОН 4   |            |              |           |            | 5     | 140  |
| 2022  | ART Grand Prix  | БАХ СПР Сход  | БАХ ГОН 1  | ДЖИ СПР 13   | ДЖИ ГОН Сход | ИМО СПР 7  | ИМО ГОН 1    | БАР СПР 5  | БАР ГОН 8  | МОН СПР 6    | МОН ГОН 2  | БАК СПР 7   | БАК ГОН 11 | СИЛ СПР 4  | СИЛ ГОН 2   | РБР СПР 2 | РБР ГОН 13 | ПОЛ СПР 7  | ПОЛ ГОН 2 | ХУН СПР 9     | ХУН ГОН 1  | СПА СПР 6    | СПА ГОН Сход  | ЗАН СПР 20  | ЗАН ГОН 9   | МНЦ СПР 17 | МНЦ ГОН Сход | ЯСМ СПР 9 | ЯСМ ГОН 19 | 2     | 164  |
| 2023  | ART Grand Prix  | БАХ СПР 5     | БАХ ГОН 1  | ДЖИ СПP Сход | ДЖИ ГОН 13   | АЛБ СПP 18 | АЛБ ГОН Сход | БАК СПР 15 | БАК ГОН 3  | МОН СПР 8    | МОН ГОН 2  | БАР СПР 2   | БАР ГОН 7  | РБР СПР 14 | РБР ГОН 7   | СИЛ СПР 2 | СИЛ ГОН 3  | ХУН СПР 4  | ХУН ГОН 6 | СПА СПР 2     | СПА ГОН 2  | ЗАН СПР 19   | ЗАН ГОН Сход  | МНЦ СПР 4   | МНЦ ГОН 3   | ЯСМ СПР 7  | ЯСМ ГОН 5    |           |            | 1     | 203  |

### Формула-1
| Сезон | Команда                  | Шасси          | Двигатель | Ш | 1   | 2   | 3   | 4   | 5   | 6   | 7   | 8   | 9   | 10  | 11  | 12  | 13  | 14  | 15  | 16  | 17  | 18  | 19       | 20  | 21  | 22       | Место | Очки |
| ----- | ------------------------ | -------------- | --------- | - | --- | --- | --- | --- | --- | --- | --- | --- | --- | --- | --- | --- | --- | --- | --- | --- | --- | --- | -------- | --- | --- | -------- | ----- | ---- |
| 2022  | Alfa Romeo F1 Team ORLEN | Alfa Romeo C42 | Ferrari   | P | БАХ | САУ | АВС | ЭМИ | МАЙ | ИСП | МОН | АЗЕ | КАН | ВЕЛ | АВТ | ФРА | ВЕН | БЕЛ | НИД | ИТА | СИН | ЯПО | США тест | МЕХ | САП | АБУ      | —     | —    |
| 2023  | Alfa Romeo F1 Team Stake | Alfa Romeo C43 | Ferrari   | P | БАХ | САУ | АВС | АЗЕ | МАЙ | МОН | ИСП | КАН | АВТ | ВЕЛ | ВЕН | БЕЛ | НИД | ИТА | СИН | ЯПО | КАТ | США | МЕХ тест | САП | ЛАС | АБУ тест | —     | —    |